# Exoprosopa melanaspis
Exoprosopa melanaspis är en tvåvingeart som beskrevs av Mario Bezzi 1924. Exoprosopa melanaspis ingår i släktet Exoprosopa och familjen svävflugor.
Artens utbredningsområde är Madagaskar. Inga underarter finns listade i Catalogue of Life.